# Freedom of Worship
Freedom of Worship o Freedom to Worship (en español Libertad de culto) es una pintura al óleo creada por el artista estadounidense Norman Rockwell. Es la segunda obra de la colección Four Freedoms (Cuatro libertades), del mismo artista, basada en las denominadas «Cuatro libertades», enunciadas por el 32.º presidente de los Estados Unidos, Franklin D. Roosevelt, en su discurso del estado de la Unión emitido el 6 de enero de 1941. 
La pintura, junto al resto de la serie, fue un éxito popular inmediato y se distribuyó en forma de carteles como parte del esfuerzo bélico de los Estados Unidos en la Segunda Guerra Mundial, a manera de compromiso por la defensa de las «cuatro libertades» en el mundo. En Freedom of Worship se presentan en primer plano varias personas rezando, las cuales representan a judíos, protestantes, católicos y creyentes de otras religiones en plano de igualdad, simbolizando la tolerancia religiosa.
Rockwell consideraba esta pintura, junto a Freedom of Speech (Libertad de expresión), como una de las más exitosas de la serie. Freedom of Worship fue publicada en papel el 27 de febrero de 1943, como ilustración en The Saturday Evening Post, junto a un ensayo del filósofo Will Durant. Actualmente, la pintura se conserva en el Museo Norman Rockwell de Stockbridge, Massachusetts, ciudad natal del autor.

## Antecedentes
Freedom of Worship es la segunda de una serie de cuatro pinturas al óleo de Norman Rockwell, titulada Four Freedoms e inspiradas en el discurso del estado de la Unión leído por el presidente de los Estados Unidos, Franklin D. Roosevelt, ante el 77.º Congreso de los Estados Unidos el 6 de enero de 1941 y conocido popularmente como las «Cuatro libertades». De las cuatro libertades, las dos únicas descritas en la Constitución de los Estados Unidos son la libertad de expresión y la libertad de culto, a las que Roosevelt añadió la libertad de vivir sin penuria y la libertad de vivir sin miedo. El tema de las cuatro libertades se incorporó más tarde a la Carta del Atlántico, la principal declaración de principios políticos de las fuerzas aliadas en la Segunda Guerra Mundial, y, posteriormente, se convirtió en parte de la Carta de las Naciones Unidas.
La serie de pinturas fue publicada en cuatro semanas consecutivas en The Saturday Evening Post, acompañadas de ensayos de escritores notables: 
- Freedom of Speech (20 de febrero).
- Freedom of Worship (27 de febrero).
- Freedom from Want (6 de marzo).
- Freedom from Fear (13 de marzo).[5]

Para redactar el ensayo que acompañaba a Freedom of Worship, el editor Ben Hibbs eligió al historiador y filósofo Will Durant, entonces un autor de gran éxito en la cumbre de su fama. En ese momento, Durant se encontraba trabajando en su obra en diez volúmenes The Story of Civilization, junto a su esposa, Ariel Durant. Finalmente, la serie de pinturas fue ampliamente distribuida en forma de carteles que se utilizaron como propaganda para los bonos de guerra del Gobierno de los Estados Unidos.

## Descripción
| La segunda es la libertad de toda persona de dar culto a Dios según su propia forma, en cualquier lugar del mundo. —Franklin D. Roosevelt, «Discurso de las cuatro libertades», 6 de enero de 1941. |

La pintura muestra los perfiles de ocho cabezas en un espacio modesto. Las distintas figuras representan a personas de diferentes religiones en un momento de oración. En particular, tres figuras en la fila de abajo (derecha a izquierda) conforman: un hombre con la cabeza cubierta y con un libro religioso que representa a un judío, una mujer mayor que representa a los protestantes, y una mujer más joven con la cara bien iluminada sosteniendo las cuentas de un rosario y que representa a los católicos. En la parte superior del cuadro está escrito, en letras mayúsculas, la frase «Each according with the dictates of his own conscience» (cada uno según los dictados de su propia conciencia) y en la parte inferior izquierda se encuentra la firma del autor.
La imagen es frecuentemente mejorada y a menudo oscurecida en sus reproducciones, ya que utiliza una combinación de colores formada por grises suaves, beiges y marrones. La pintura se aplicó en trazos finos, lo que permite que el tejido de la tela contribuya a dar volumen a la imagen. Tanto por su paleta cromática como por su esquema visual y utilización de la luz, se ha catalogado dentro de la corriente regionalista.
En 1966, Rockwell reutilizó algunas de las ideas de Freedom of Worship para mostrar su admiración por John F. Kennedy en una historia ilustrada en la revista Look, titulada JFK's Bold Legacy. La obra representa a Kennedy de perfil en una composición similar a Freedom of Worship, junto con voluntarios del Cuerpo de Paz.

## Producción

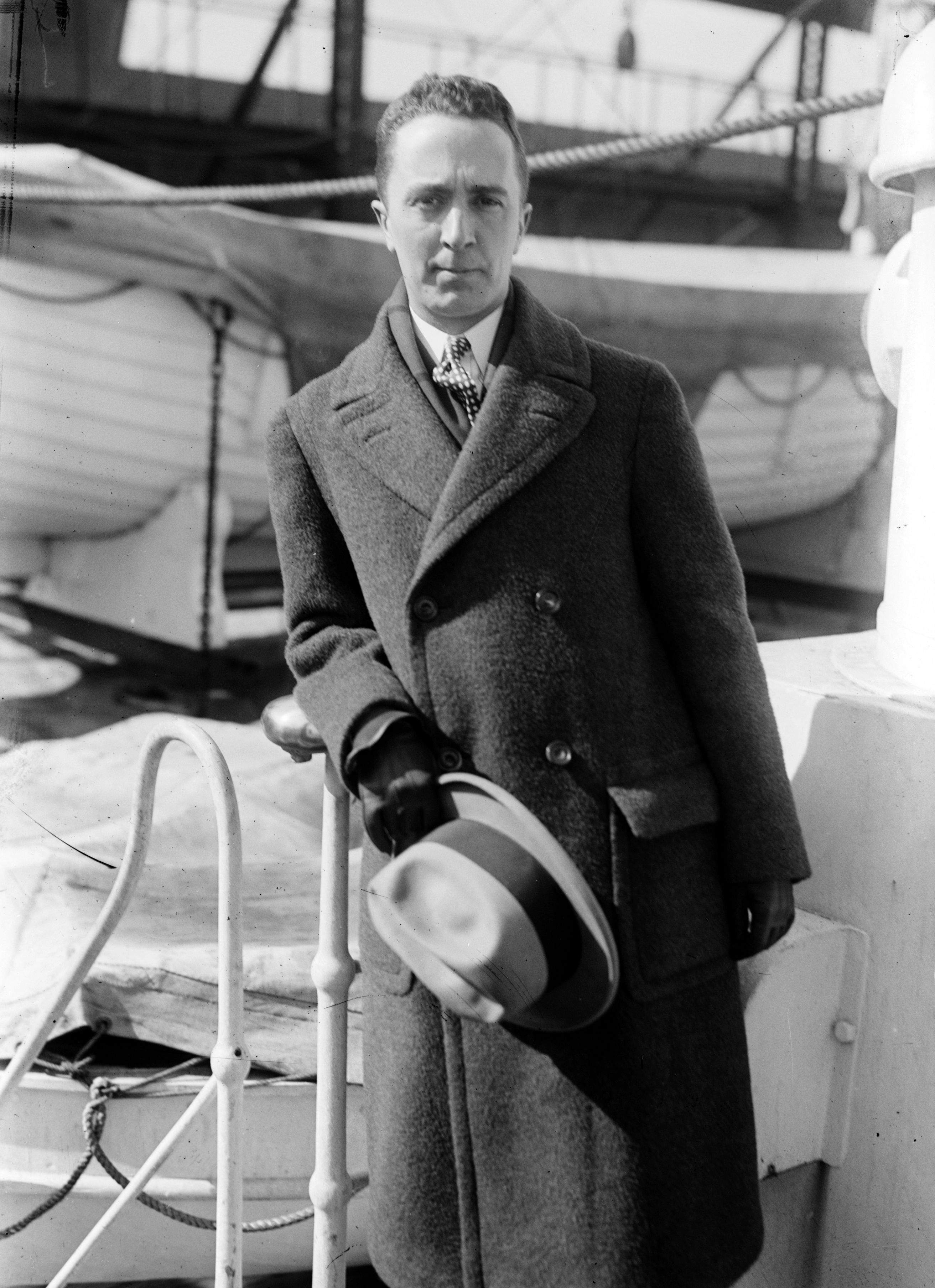
El autor, Norman Rockwell.

La versión original de la pintura pretendía representar una barbería en la que los clientes pertenecían a una variedad de religiones y razas, todos ellos esperando su turno en la silla del barbero. Su primer estudio fue un óleo sobre lienzo de 104 por 84 centímetros que representaba la tolerancia social como «la base de la diversidad religiosa de una democracia». Incluía a un judío que atendido por un barbero protestante mientras un hombre negro y un sacerdote católico esperaban su turno. El autor quería pintar representaciones fácilmente reconocibles de diferentes religiones y razas, porque había poco acuerdo sobre lo que podía identificar a una persona de una cierta religión. Sin embargo, a la hora de facilitar la identificación de los personajes, Rockwell consideró que podía caer en una exageración ofensiva, sobre todo con los personajes no clericales: el hombre judío era un semita estereotipado, el cliente blanco una persona elegante y de buen gusto y relegando al hombre negro a un traje de trabajador agrario sucio y sin posibilidad de expresar su dignidad como debería. El tema previsto de Rockwell era la tolerancia religiosa, pero sentía que la composición original no había representado tal idea con éxito.
En junio de 1942, el editor del The Saturday Evening Post, Ben Hibbs, vio los cuatro bocetos de las cuatro libertades de Rockwell, y le dio dos meses para terminar las obras. En octubre, el The Saturday Evening Post estaba preocupado por el progreso de Rockwell en la serie y envió a su editor de arte de Arlington para evaluarlas. En ese momento Rockwell estaba trabajando en Freedom for Worship, el segundo cuadro de la serie. Rockwell pasó dos meses (octubre y la mayor parte de noviembre de 1942) ocupado en este trabajo, que se inspiró en la frase «cada uno según los dictados de su propia conciencia».
Algunos vecinos de Arlington fueron utilizados como modelos: Rose Hoyt, embarazada de tres meses y con el pelo recogido, posó como una católica con un rosario, a pesar de que en realidad pertenecía a la Iglesia episcopaliana. Otros modelos fueron la señora Harrington, el carpintero de Rockwell, Walter Squires, su esposa Clara Squires (en el extremo derecho), Winfield Secoy, y Jim Martin (centro). La versión final se basó en otras pistas visuales, incluyendo un rosario y un libro religioso. El trabajo tuvo varios personajes de piel negra yuxtapuestos en los bordes, pero se retiraron ya que en The Saturday Evening Post aún no habían aparecido personas de color de forma prominente en sus páginas. Rockwell afirmó que representó a estas etnias presentes al pintar, «furtivamente, la  cara de una mujer negra en la parte superior. El hombre en la parte inferior, con su fez, era tan obviamente extranjero como para ofender».
Comentando el cuadro, Rockwell declaró que sentía que las manos están en segundo lugar solamente frente a las cabezas en importancia a la hora de expresar una historia. Afirmó con respecto a Freedom of Worship que, «dependía de las manos solo para transmitir alrededor de la mitad del mensaje que deseaba expresar». Su gran esfuerzo en este trabajo se debió a su creencia de que la religión «es un tema muy delicado. Es muy fácil herir los sentimientos de muchas personas».

## Crítica

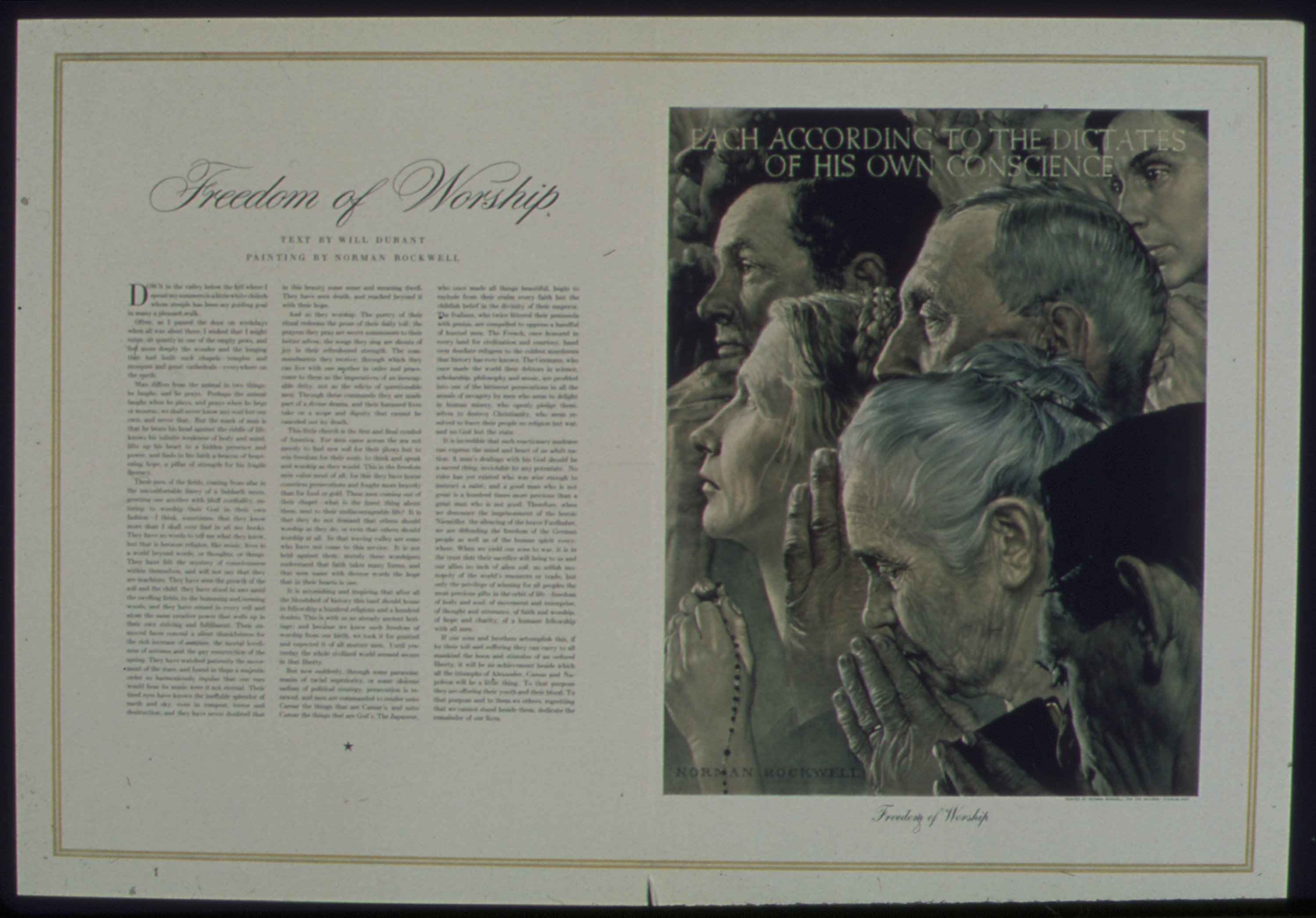
Edición original de Freedom of Worship junto al ensayo de Will Durant en The Saturday Evening Post.

Para el editor Ben Gibbs, tanto Freedom of Worship como Freedom of Speech «son grandes documentos humanos en forma de pintura y lienzo. Una imagen genial, que creo mueve e inspira a millones de personas. The Four Freedoms lo consiguieron y lo consiguen». Walt Disney, por su parte, escribió: «Pensé que sus The Four Freedoms eran estupendas. Me encantó especialmente Freedom of Worship y la composición y el simbolismo expresado en el mismo». Rockwell también creía que cree que Freedom of Worship y Freedom of Speech eran las mejores de la colección.
Laura Claridge ha escrito que la frase inspiradora «cada uno de acuerdo con los dictados de su propia conciencia» es un «lugar común que sugiere la pluralidad de los propios pensamientos de Rockwell en la religión: su probable origen fue una frase incluida en los Trece Artículos de Fe de Joseph Smith». De hecho, Rockwell preguntó repetidamente a otros colegas acerca de las posibles fuentes de la cita y no conoció la referencia de Smith hasta después de la publicación de la serie. La expresión «de acuerdo con los dictados de su conciencia» (o una variación similar) fue utilizada en muchas constituciones de los estados de Estados Unidos en el siglo XVIII.
Las críticas más negativas a la pintura destacan que algunos de los practicantes de ciertas confesiones religiosas se sentían decepcionados por la aceptación en igualdad de todas las creencias expresadas en Freedom of Worship. En opinión de Claridge:

la apretada amalgama de caras... e incluso la piel arrugada de las manos de personas en edad avanzada, que se han convertido en objetos de culto, llevan el tema desde el extremo de la tolerancia idealista a un sentimiento empalagoso, donde las diferencias humanas parecen estar atrapados en un momento mágico de dispensación de la luz. La retención exigida por el arte que se ocupa de las emociones intensificadas es insuficiente.

Claridge declaró que la versión anterior, la correspondiente a la barbería, era «limpia, impresionante escasa, en contrapeso a un contenido narrativo denso. Bellamente pintada incluso en la fase del boceto al óleo preliminar». Murray y McCabe destacan de que el trabajo es una divergencia con el «estilo de la narración» por el que Rockwell es conocido.
Deborah Solomon, por su parte, considera que la pintura es la menos satisfactoria de la serie, puesto que considera que está congestionada y es un tanto «didáctica». Maureen Hart Hennessey, conservadora jefe del Museo Norman Rockwell, y la conservadora Anne Knutson consideran la escala de la imagen, que solo muestra las cabezas y las manos en la oración, como perjudicial. Bruce Cole de The Wall Street Journal señaló que "«la representación de Rockwell de los espectrales rostros en primer plano y las manos levantadas en la oración es sosa, sin ningún mensaje real acerca de la libertad religiosa; de nuevo, sin ningún impacto. Esto se debe a la fe, al igual que la ausencia de miedo y la falta de deseo, es esencialmente privada, algo personal, intangibles e imposible de pintar».

## Uso e influencia posterior

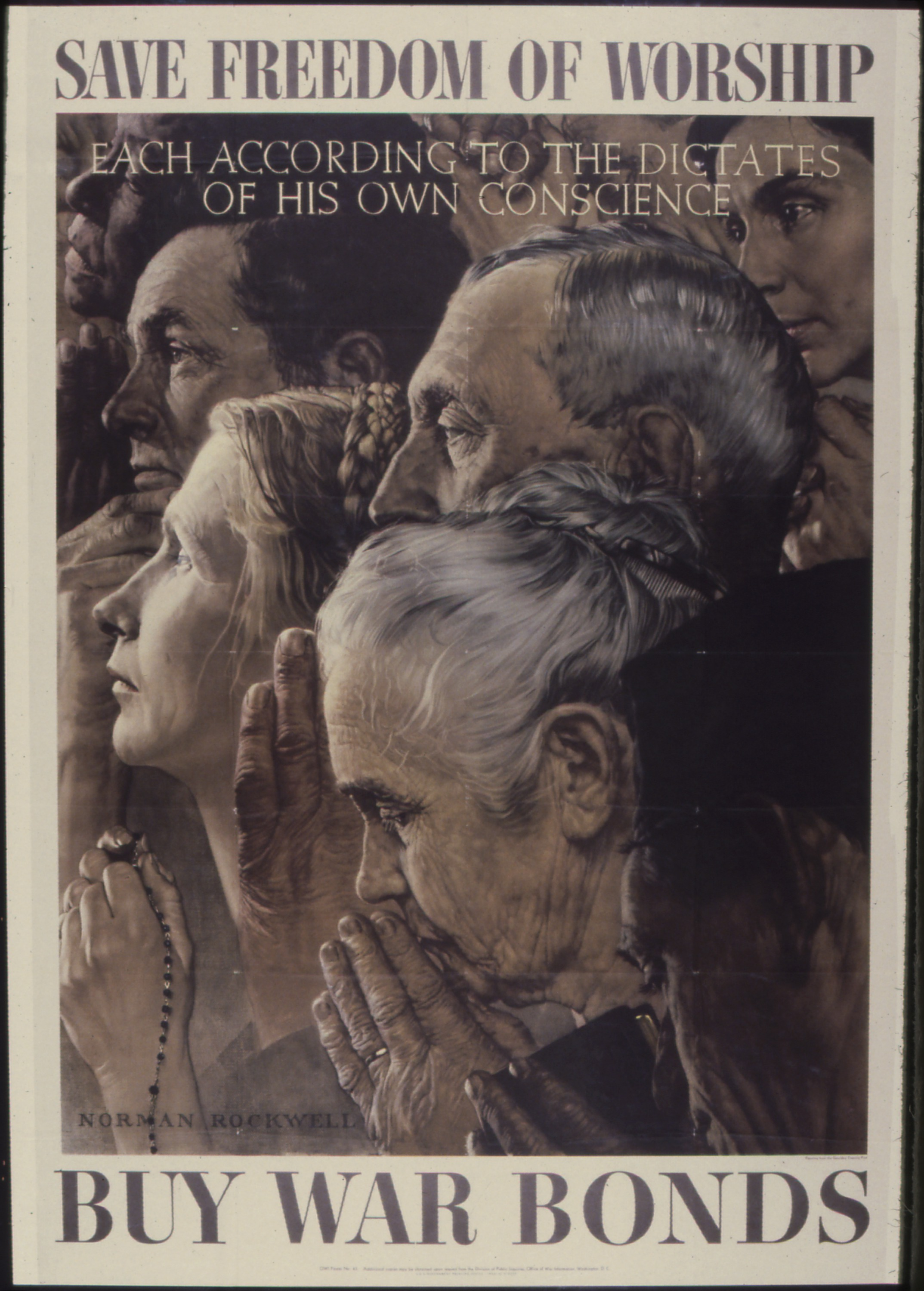
Cartel para la promoción de bonos de guerra con la imagen de Freedom of Worship, publicada por la Oficina de Información Militar entre 1943 y 1945.

Norman Rockwell ofreció gratuitamente al Gobierno de los Estados Unidos la serie de pinturas sobre el tema de las «cuatro libertades» para hacer una edición masiva de carteles, pero su oferta fue rechazada. Tras la publicación en el popular semanario The Saturday Evening Post, el entusiasmo del público fue inmediato, y el Saturday Evening Post recibió millones de peticiones de ejemplares adicionales.
A partir del éxito popular, la Oficina de Información de Guerra del Gobierno encargó una producción masiva de carteles con The Four Freedoms de Rockwell, de los que se imprimieron un total de cuatro millones hasta el final de la Segunda Guerra Mundial, lo que, unido a las ediciones posteriores, las convierte, según algunas fuentes, en las pinturas más reproducidas de la historia. Los carteles fueron colocados masivamente en escuelas, oficinas de correos, estaciones y todo tipo de edificios públicos y semipúblicos, convirtiendo la serie en la obra más conocida del autor.
En 1943 el Saturday Evening Post cedió las pinturas originales al Segundo Empréstito de Guerra y el Departamento del Tesoro organizó con ellas una gira por dieciséis ciudades de todo el país. Durante la gira más de un millón de personas contemplaron las pinturas y se recaudaron 132 millones de dólares en bonos de guerra.
The Four Freedoms de Rockwell fueron reproducidas en 1994 en una serie de sellos del Servicio Postal de los Estados Unidos.